# Власов, Дмитрий Яковлевич
Дми́трий Я́ковлевич Вла́сов — русский военный и государственный деятель, генерал-майор по кавалерии (1839), Саратовский военный губернатор (1839—1841).
Офицер с 1799 года.
Был Саратовским военным губернатором с ноября (16 или 18) 1839 года до 15 (27) апреля 1841 года. Вице-губернатором при нём был Карл Карлович Оде-де-Сион. Губернаторство Д. Я. Власова отмечено опустошительными пожарами 1839 года в городах Сердобске, Петровске, Кузнецке, а также многих сёлах. Главной причиной пожаров стало жаркое лето и небывалая засуха. В 1839, 1840 и 1841 году в Саратовской губернии были неурожайными, жители испытывали проблемы с продовольствием.
Скончался не ранее 1869 года, поскольку в списке кавалеров ордена Святого Георгия за тот год отмечен здравствующим.
Был собственником имения потомственного владения в Царстве Польском.

## Награды
К моменту вступления в должность саратовского губернатора Дмитрий Яковлевич Власов являлся кавалером нескольких орденов и обладателем иных наград:
- орден Святой Анны 2-й степени с императорской короной (1812);
- орден Святой Анны 4-й степени (1806);
- орден Святого Владимира 4-й степени с бантом (1811);
- орден Святого Георгия 4-й степени (№ 5143) — за выслугу 25 лет, получен 1 (13) декабря 1835 года[5];
- золотой крест «За взятие Базарджика» (1810);
- золотая шпага с надписью: «За храбрость» (1811);
- серебряная медаль «За взятие Парижа»;
- серебряная медаль «В память Отечественной войны 1812 года».